# 1906 год в истории железнодорожного транспорта
1906 год в истории железнодорожного транспорта

## События
- Вологодский вагоноремонтный завод выпустил из ремонта первый паровоз.[1]
- Открыто паровозное депо Данилов.
- Началось строительство Амурской железной дороги.

## Новый подвижной состав
- В России был выпущен первый двухэтажный пассажирский вагон[2], освоен выпуск паровозов серий У и Щ.
- На заводе Linke-Hofmann-Busch в городе Бреслау началось производство паровозов серии P8.
- В Италии освоен выпуск паровозов серии Gruppo 835.